# Sphinctomyrmex chariensis
Sphinctomyrmex chariensis är en myrart som beskrevs av Santschi 1915. Sphinctomyrmex chariensis ingår i släktet Sphinctomyrmex och familjen myror. Inga underarter finns listade i Catalogue of Life.